# أرشيبالد ويلسون
أرشيبالد ويلسون (بالإنجليزية: Archibald Wilson)‏ هو سياسي أسترالي، ولد في 1 مايو 1921، وتوفي في 4 يوليو 2014 في أستراليا.